# Luisichthys
Luisichthys is een geslacht van uitgestorven straalvinnige beenvissen dat leefde in wat nu Cuba is, van het Oxfordien tot het Vroeg-Tithonien van het Laat-Jura. Het bevat als enige soort Luisichthys vinalesensis.

## Naamgeving
Eind jaren dertig werden door medewerkers van Thomas Barbour van het Museum of Comparative Zoology en het Museo Poey van de Universiteit van Havana zestien exemplaren verzameld in de Valle de Viñiales van een nog onbeschreven fossiele vis.
In 1942 werd de typesoort Luisichthys vinalesensis benoemd door Theodore Elmer White. De geslachtsnaam eert Luis Howell Rivero. De soortaanduiding verwijst naar de herkomst.
Het typemateriaal bestaat uit drie syntypen. M.C.Z., no. 8345 is de voorste helft van een vis zonder staart; MCZ 8344 is de romp van een vis met een beschadigde kop; MCZ 8349 is de achterste helft van een vis.

## Beschrijving
Luisichthys werd ongeveer dertig centimeter lang.
Het betreft een vrij forse korte zware vis. De gesegmenteerde staart is gevorkt met een langere maar smallere bovenste lob. Het suspensorium van de kaken staat vrijwel verticaal. De tanden staan in een enkelvoudige rij. Ze zijn kegelvormig, slank en naar achteren gebogen. De premaxillaire en dentaire tanden zijn tweemaal zo lang als de maxillaire tanden. De keelplaat is lang en smal. Er zijn twee grote supramaxillae met een gecombineerde lengte gelijk aan het bovenkaaksbeen. De oogkas is rond en ligt halverwege de praemaxilla en het preoperculum. Het operculum is even groot als het preoperculum. Er zijn zeventien ruggenwervels? en vierentwintig ruggenwervels?. De ruggenwervels zijn licht ingesnoerd en hebben overlangs in tweeën gedeelde wervelbogen. De staartwervels hebben een richel op de zijkanten van de wervels en vergroeide wervelbogen. Bij de ruggenwervels en voorste staartwervels liggen er graten tussen de spiersegmenten. De rugvin ligt iets dichter bij het achterhoofd dan bij het eind van de staart. De rugvin begint vóór de bekkenvin en heeft veertien vinstralen in de basis. De anaalvinnen staat dichter bij de bekkenvin dan bij de staartvin. De borstvin heeft negen vinstralen en de bekkenvin zeven. De schubben zijn rond met goed ontwikkelde ringvormige richels.

## Fylogenie
White dacht dat Luisichthys ergens basaal in de Leptolepidae stond. Een modernere plaatsing is in de Varasichthyidae.